# Шумейт, Джон
Джон Шумейт (англ. John H. Shumate; 6 апреля 1952, Гринвилл, штат Южная Каролина — 3 февраля 2025) — американский профессиональный баскетболист и тренер.

## Карьера игрока
Играл на позиции тяжёлого форварда. Учился в Университете Нотр-Дам, в 1974 году был выбран на драфте НБА под 4-м номером командой «Финикс Санз», однако выступать за неё стал только со следующего года. Позже выступал за команды «Баффало Брейвз», «Детройт Пистонс», «Хьюстон Рокетс», «Сан-Антонио Спёрс» и «Сиэтл Суперсоникс». Всего в НБА провёл 5 сезонов. Он включался в 1-ю сборную новичков НБА (1976), а также в 1-ю всеамериканскую сборную NCAA (1974). Всего за карьеру в НБА сыграл 318 игр, в которых набрал 3920 очков (в среднем 12,3 за игру), сделал 2388 подборов, 574 передачи, 323 перехвата и 224 блок-шота.

## Тренерская карьера
После завершения профессиональной карьеры Шумейт работал главным тренером в университетских командах «Гранд-Каньон Антилопес» (1983—1986) и «ЮМУ Мустангс» (1988—1995). В 2003 году он был главным тренером клуба женской национальной баскетбольной ассоциации (ВНБА) «Финикс Меркури». Кроме того успел поработать на должности ассистента главного тренера в командах НБА «Торонто Рэпторс» (1995—1998) и «Финикс Санз» (2009—2010).
Джон Шумейт скончался 3 февраля 2025 года в возрасте 72 лет.